# Alex Proyas
Alexander Proyas (* 23. září 1963 Alexandrie, Sjednocená arabská republika) je australský filmový režisér a scenárista řeckého původu. Ačkoliv za svou kariéru natočil jen šest celovečerních filmů, je považován za kultovního režiséra a některá jeho díla se dočkala celosvětového úspěchu. Často pracuje s temnými a dystopickými tématy, jež jsou podbarveny dokonalou vizuální stránkou.

## Život a kariéra
Proyas se narodil v egyptské Alexandrií řeckým rodičům, ale už ve svých 3 letech s rodinou emigroval do australského Sydney. Zde také studoval filmovou školu. Později se přestěhoval do Los Angeles, aby mohl posunout svoji kariéru dál. Začínal natáčením hudebních videoklipů a televizních reklam.
Režisér se prosadil již svým prvním americkým celovečerním filmem, fantasy hororem Vrána (1994). Ačkoliv se snímek stal kultovní záležitostí a posbíral pozitivní recenze od kritiků, je nechvalně znám především kvůli tragické smrti představitele hlavní role, Brandona Lee, přímo na place. I přesto se Proyas s producenty rozhodli film dokonočit, jelikož k této smrtelné nehodě došlo pouhých sedm dní před posledním natáčecím dnem.
O čtyři roky později Proyas napsal a natočil antiutopický thriller Smrtihlav, který si taktéž získal mnoho fanoušků a sklidil chválu od kritiků, ovšem na rozdíl od Vrány propadl v kinech. Roku 2002 vyšla australská nezávislá hudební komedie Než se staneš superstar. Ačkoliv se jednalo o nízkorozpočtové dílo, film zapadl do průměrné mimoamerické produkce.
Nejslavnějším režisérovým filmem dodnes zůstává sci-fi thriller Já, robot (2004) s Willem Smithem v hlavní roli. Adaptace povídkové knihy Isaaca Asimova sice získala smíšené reakce od kritiků, nicméně se stala komerčním úspěchem a dodnes patří mezi nejslavnější snímky svého žánru.
O pět let později Proyas natočil dramatické sci-fi Proroctví s Nicolasem Cagem, které opět vykresluje nepřívětivou budoucnost lidstva. Názory recenzentů na film se často rozcházejí. Často chválí herecké výkony a vizuál, ale kritizují závěr. Zatím posledním režisérovým dílem zůstává dobrodružné fantasy Bohové Egypta (2016). Film propadl jak u kritiků, tak u diváků.

## Režijní filmografie
- Spirits of the Air, Gremlins of the Clouds (1989)
- Vrána (1994)
- Smrtihlav (1998)
- Než se staneš superstar (2002)
- Já, robot (2004)
- Proroctví (2009)
- Bohové Egypta (2016)